# Jostiband Orkest
Het Jostiband Orkest (of gewoon Jostiband) is een orkest voor mensen met een verstandelijke beperking.

## Geschiedenis
De Jostiband is opgericht in september 1966 als muziekclub van de toenmalige JOhannes STIchting te Nieuwveen. In 1974 verhuisden de bewoners van deze stichting naar Zwammerdam, dat sindsdien de thuisbasis van het orkest is. De naam van de verantwoordelijke zorginstelling is Ipse de Bruggen.
De Jostiband telt circa 140 leden en is daarmee het grootste orkest ter wereld met uitsluitend muzikanten met een verstandelijke beperking. Concerten vinden maandelijks plaats, meestal in Nederland, maar ook regelmatig in het buitenland.
In 2003 werd het programma rond het Nieuwjaarsconcert van de Jostiband genomineerd voor de Gouden Roos. Eind 2008 was er een tv-show van de Jostiband ter gelegenheid van Sinterklaas genaamd 'De Jostiband pakt uit'. Tijdens de Koningsvaart bij de inhuldiging van koning Willem-Alexander op 30 april 2013 trad de Jostiband op vanaf een schip op het IJ te Amsterdam. Op 6 juli 2013 mocht het orkest meedoen aan een van de Vrijthofconcerten van André Rieu.
Op 5 september 2016 gaf de Jostiband een groot jubileumconcert vanwege het 50-jarig bestaan van de band. Hierbij traden ook artiesten op waaronder Guus Meeuwis, Gerard Joling, René Froger, en Ellen ten Damme. Dit evenement vond plaats in de Ziggo Dome in Amsterdam. Koning Willem-Alexander was onder de toehoorders.
Het orkest werd opgericht door Wim Brussen, Hij had 40 jaar de leiding. Vanaf 1996 gebeurde dat samen met Lyan Verburg die de taak van orkestleider in 2006 geheel overnam.